# Korsikas forvaltning
Korsikas forvaltning danner en region, La Collectivité territoriale de Corse (CTC) (= "Korsikas territoriale enhed"), hvis status er fastlagt med lov af 13. maj 1991. Denne lov fastlægger en ny, friere status for den franske republiks regioner, men netop Korsika havde ganske vist særstatus i forvejen. Denne særstatus kommer i dag til udtryk i, at Korsika danner en territorial enhed (eufemisme for "mindretalsområde") og ikke en egentlig region.
Siden 1992 har administrationen af regionen været varetaget af et udøvende råd på syv medlemmer og en territorialforsamling på 51 personer, valgt ved direkte valg.

## Regionen
Korsikas territoriale enhed omfatter tre institutioner:
- Det udøvende råd (en slags "regering")
- Korsikas teritorialforsamling (en slags "parlament")
- Korsikas økonomisk-sociale råd (CNSC).

## Departementerne
Korsika har to departementer : Haute-Corse og Corse-du-Sud. Øen har sin appelret i Bastia, et universitet i Corte, et akademi i Ajaccio, og den er underlagt Lyons militærregion. Desuden hører den kirkeligt under Aix-en-Provence.

### Departementet Corse-du-Sud (nr. 2A)
Departementet Corse-du-Sud har byen Ajaccio som sin hovedby og Sartène hovedby for det andet arrondissement.
Præsident for departementsrådet: Roland Francisci
Corse-du-Sud blev dannet ved en deling af Korsika den 1. januar 1976 ifølge lov af 15. maj 1975. Departementets grænser svarer til dem, som det gamle departement, Liamone, havde mellem 1793 og 1811.
Appelret: Bastia

Akademi: Ajaccio

### Departementet Haute-Corse (nr. 2B)
Bastia er hovedby for departementet Haute-Corse, som desuden har to hoved byer for to øvrige arrondissementer: Calvi og Corte.
Præsident for departementsrådet: Paul Giacobbi
Haute-Corse blev dannet ved en deling af Korsika den 1. januar 1976 ifølge lov af 15. maj 1975. Departementets grænser svarer til dem, som det gamle departement, Golo, havde mellem 1793 og 1811.
Appelret: Bastia

Akademi: Ajaccio

## Ajaccio
Ajaccio er den største korsikanske by, hovedsædet for regionen og for departementet Corse-du-Sud. Byen har (1999) 52 880 indbyggere, men det faktiske antal overnattende bliver mangedoblet i turistsæsonen, dvs. juli og august.
Ajaccio har haft flere roller:
- hovedsæde for departementet Corse 1790 til 1793;
- hovedsæde for departementet Liamone fra 1793 til 1811;
- hovedsæde for departementet Corse fra 1811 til 1975;
- hovedsæde for régionen Corse siden 1970, og for departementet Corse-du-Sud siden 1976.

### Byens område
Byområdet omfatter 10 communer: Afa, Ajaccio, Alata, Appietto, Cuttoli-Corticchiato, Peri, Sarrola-Carcopino, Tavaco, Valle-di-Mezzana og Villanova.
Ajaccio er også hovedsæde for syv kantoner:
- 1. kanton består af en del af Ajaccio (8 891 indbyggere);
- 2. kanton består af en del af Ajaccio (2 675 indbyggere);
- 3. kanton består af en del af Ajaccio (7 566 indbyggere);
- 4. kanton består af en del af Ajaccio (5 372 indbyggere);
- 5. kanton består af en del af Ajaccio (7 989 indbyggere);
- 6. kanton består af en del af Ajaccio (17 579 indbyggere);
- 7. kanton består af en del af Ajaccio og af kommunerne Afa, Alata, Appietto, Bastelicaccia og Villanova (11 547 indbyggere);

### Berømte Ajaccio-borgere
- Joseph Fesch, kardinal og senator (1763-1839)
- Napoléon Bonaparte, general, førstekonsul, kejser (1769-1821)
- Tino Rossi, sanger (1907-1983)
- Achille Peretti, politiker (1911-1983)
- Alizée, sangerinde, født i 1984

### Historiske begivenheder
Den 8. oktober 1943 blev Ajaccio befriet fra tysk besættelse som den første, franske by .
42°09′00″N 9°05′00″Ø / 42.15°N 9.0833°Ø